# Cratère d'Odessa

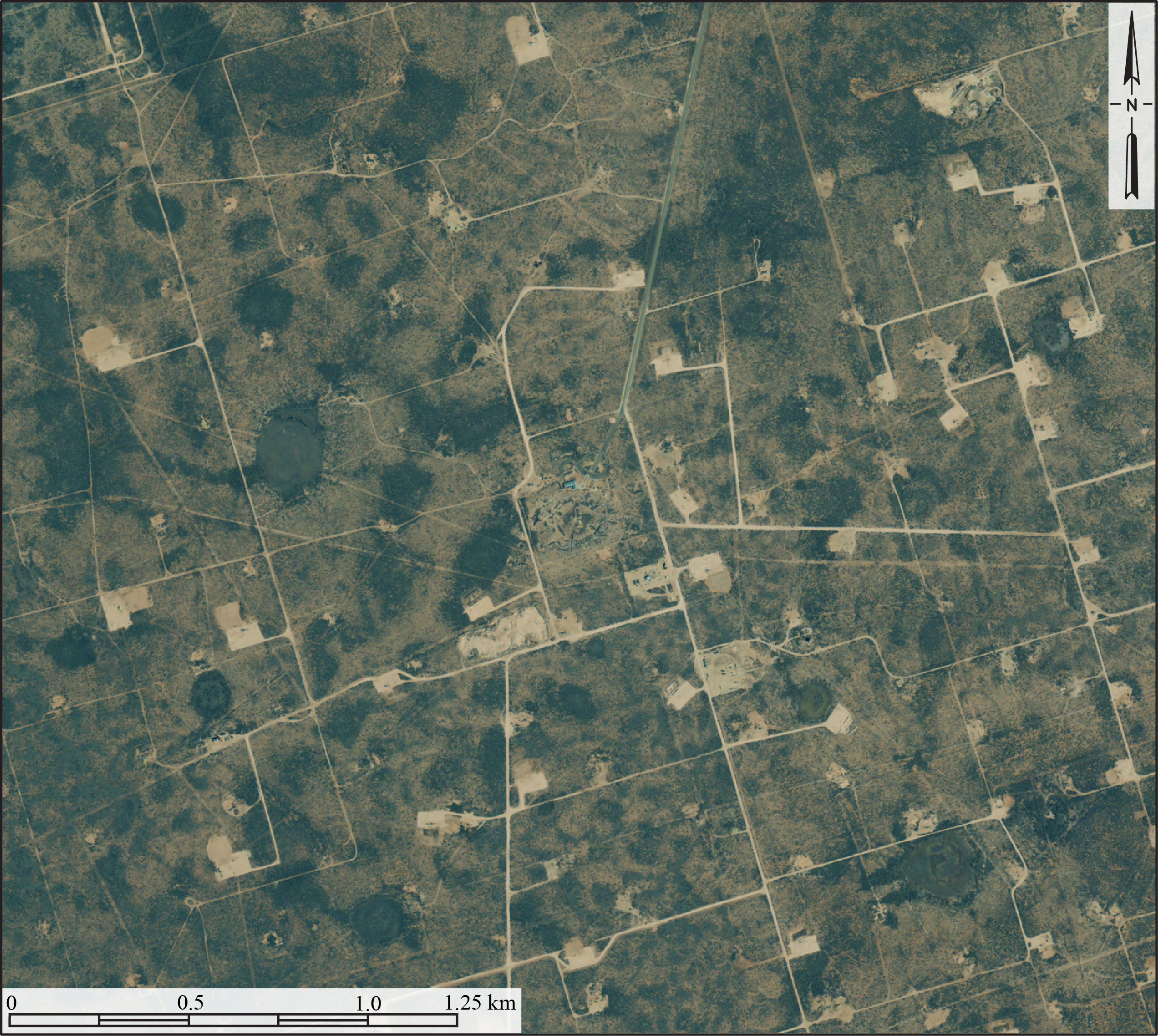
Vue aérienne du cratère (au centre de l'image)

Le cratère d'Odessa est un cratère d'impact situé dans le Comté d'Ector au Texas, au sud-ouest de la ville d'Odessa.
Le diamètre du cratère principal est de 168 m et sa profondeur de 30 m; on trouve quatre petits autres cratères à proximité. Son âge est estimé à 63 500 ans.
Il a été découvert en 1892 par un éleveur de bétail de la région.
Sur le site se trouve un musée consacré au cratère et exposant des fragments de la météorite.

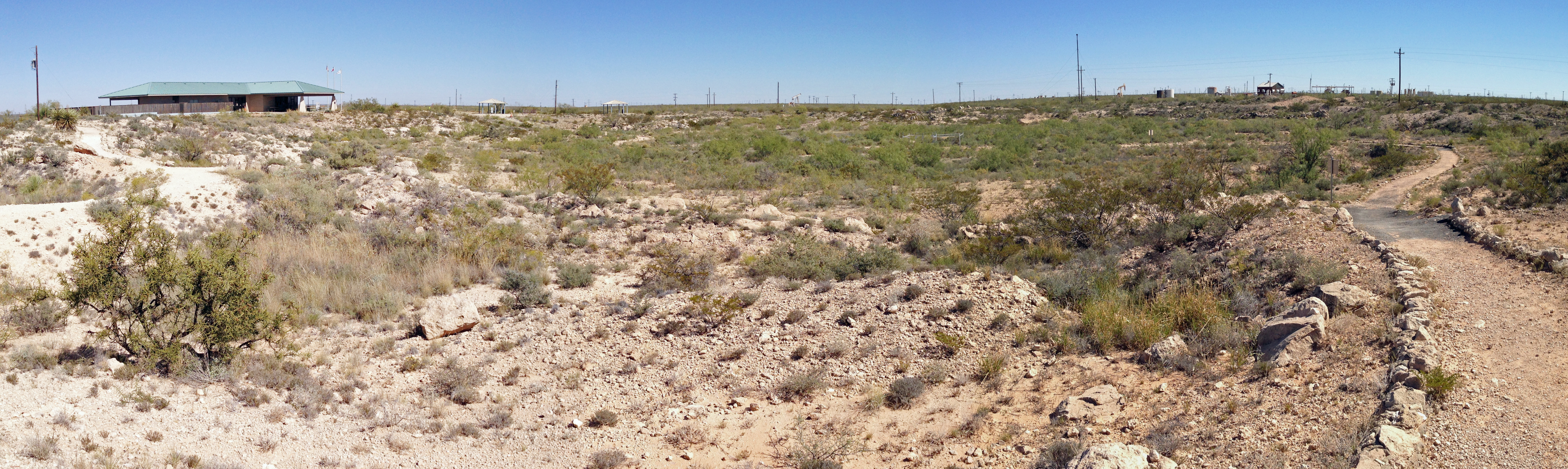
Site du cratère

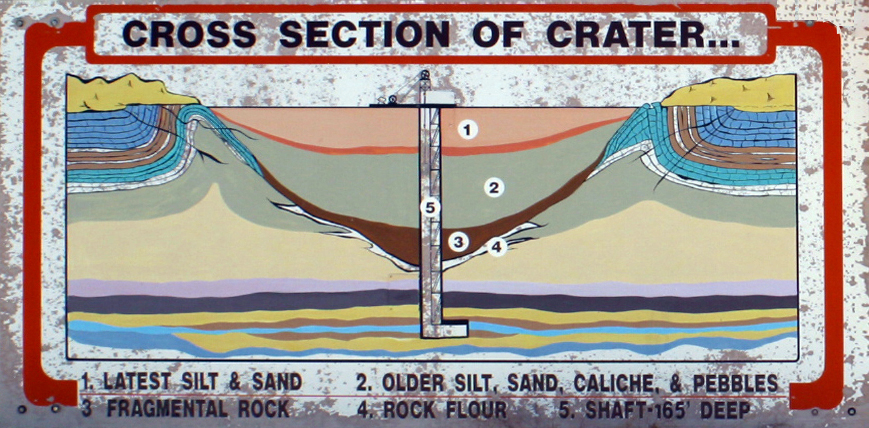
Panneau sur le site du cratère d'Odessa
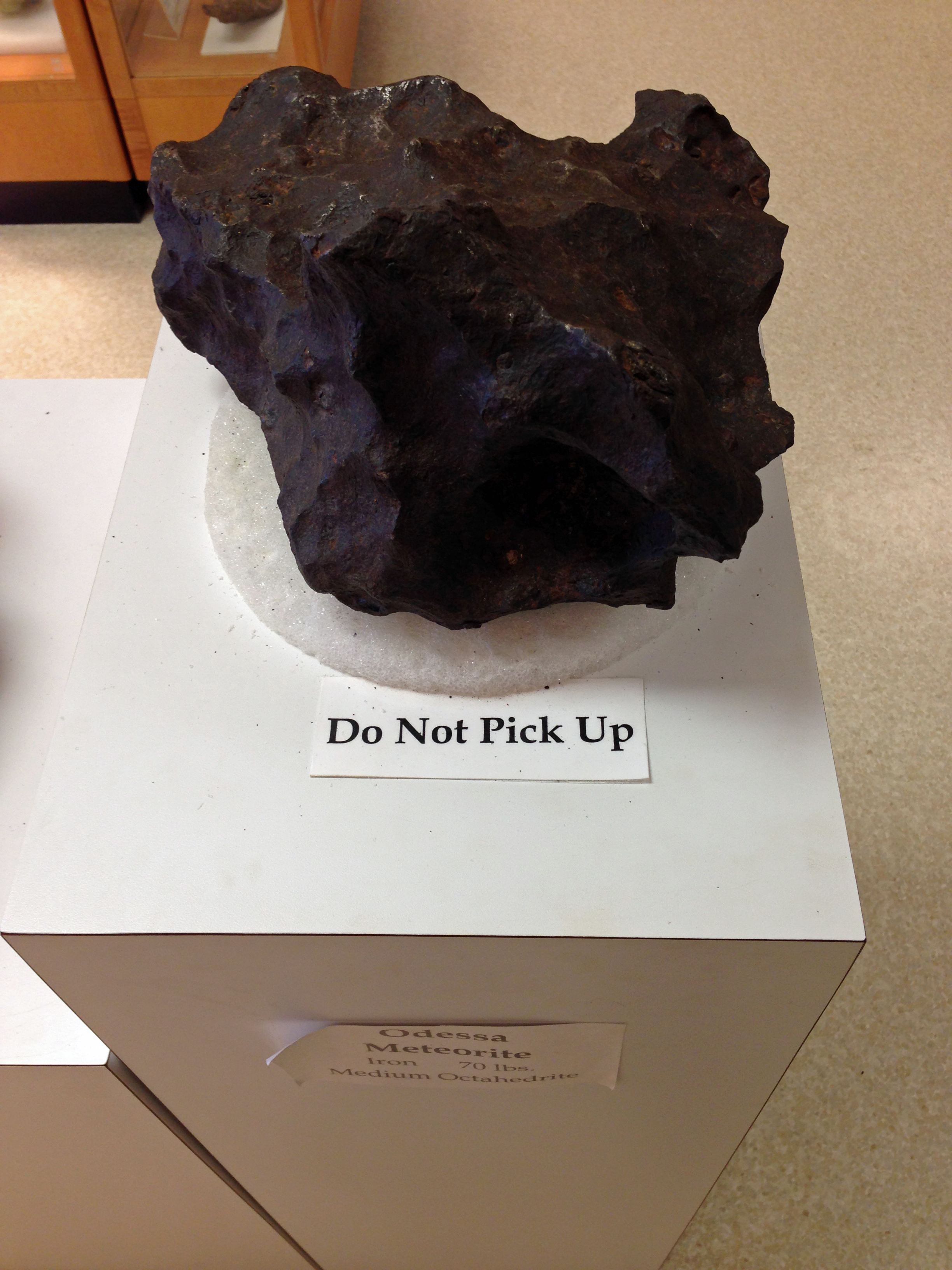
fragment de la météorite